# Bufo kotagamai
Bufo kotagamai és una espècie d'amfibi que viu a Sri Lanka.
Està amenaçada d'extinció per la pèrdua del seu hàbitat natural.